# Tarco Air
Tarco Air, precedentemente conosciuta come Tarco Aviation, è una compagnia aerea sudanese con sede a Khartoum. Fondata nel 2009, con oltre 900 dipendenti e sei aeromobili, è una delle più grandi compagnie aeree del Sudan che attualmente opera voli passeggeri di linea e charter.

## Identità aziendale
BDAT è la prima alleanza domestica sudanese, nello specifico è un'alleanza tra Tarco Aviation e Badr Airlines che permette loro di operare su una rete domestica condivisa, operando voli di linea verso ogni destinazione, un giorno una compagnia un giorno l'altra.

## Destinazioni
Nel 2022, Tarco Air opera verso destinazioni in Arabia Saudita, Ciad, Egitto, Eritrea, Giordania, Nigeria, Qatar, Sud Sudan, Sudan e Uganda.

## Flotta
A dicembre 2022 la flotta di Tarco Air è così composta:

## Incidenti
- L'11 novembre 2010, l'Antonov An-24 con marche ST-ARQ si schiantò durante l'atterraggio all'aeroporto di Zalingei, prendendo fuoco sulla pista. Due passeggeri morirono, anche se i rapporti sul numero di vittime variavano da uno a sei.[9]